# Karmrakar
Karmrakar (in armeno Կարմրաքար?) è un comune di 52 abitanti (2001) della provincia di Shirak in Armenia.